# Coppa dei Campioni d'Africa 1984
La Coppa dei Campioni d'Africa 1984 è stata la ventesima edizione del massimo torneo calcistico africano per squadre di club maggiori maschili.
Il torneo venne vinto dagli egiziani dello Zamalek, al primo successo nella competizione, battendo nel doppio confronto finale i nigeriani dello Shooting Stars; questi ultimi, nel giorno successivo alla finale di ritorno, vennero sciolti dal governo per aver provocato vergogna alla nazione.

## Risultati

### Turno preliminare
| Squadra 1         | Totale | Squadra 2         | Andata | Ritorno |
| ----------------- | ------ | ----------------- | ------ | ------- |
| Real Republicans  | 1 - 0  | Invincible Eleven | 1 - 0  | 0 - 0   |
| Atlético Malabo   | 3 - 6  | Primeiro de Maio  | 2 - 0  | 1 - 6   |
| Real de Banjul    | 0 - 2  | Sporting Bissau   | 0 - 0  | 0 - 2   |
| Desportivo Maputo | 2 - 1  | Manzini Wanderers | 1 - 1  | 1 - 0   |
| Township Rollers  | 1 - 3  | LPF Maseru        | 0 - 2  | 1 - 1   |
| Ouagadougou       | 1 - 5  | Dragons           | 0 - 2  | 1 - 3   |
| Kiyovu Sports     | a tav. | ADMARC Tigers     | -      | -       |

### Primo turno
| Squadra 1         | Totale | Squadra 2         | Andata | Ritorno |
| ----------------- | ------ | ----------------- | ------ | ------- |
| FC 105 Libreville | 8 - 2  | Anges de Fatima   | 3 - 1  | 5 - 1   |
| Africa Sports     | 4 - 5  | Semassi           | 2 - 1  | 2 - 4   |
| Al-Hilal Omdurman | 1 - 2  | NPA               | 1 - 1  | 0 - 1   |
| Al-Madina         | 1 - 2  | Maghreb Fès       | 0 - 0  | 1 - 2   |
| Asante Kotoko     | 2 - 3  | Primeiro de Maio  | 1 - 1  | 1 - 2   |
| Real Bamako       | 2 - 4  | Dragons           | 2 - 2  | 0 - 2   |
| Kampala City      | 9 - 3  | Desportivo Maputo | 6 - 1  | 3 - 2   |
| Nkana Red Devils  | 6 - 0  | LPF Maseru        | 5 - 0  | 1 - 0   |
| Sanga Balende     | 6 - 2  | Kiyovu Sports     | 2 - 1  | 4 - 1   |
| Shooting Stars    | 2 - 1  | SEIB Diourbel     | 2 - 0  | 0 - 1   |
| Zamalek           | 4 - 1  | Sfaxien           | 3 - 0  | 1 - 1   |
| JE Tizi-Ouzou     | 3 - 1  | Real Republicans  | 1 - 0  | 2 - 1   |
| Sporting Bissau   | a tav. | Hafia             | -      | -       |
| Fortior Mahajanga | 0 - 5  | Dynamos           | 0 - 3  | 0 - 2   |
| Vital'O           | 1 - 3  | Tonnerre Yaoundé  | 1 - 0  | 0 - 3   |
| Young Africans    | 1 - 2  | Gor Mahia         | 1 - 1  | 0 - 1   |

### Secondo turno
| Squadra 1        | Totale          | Squadra 2         | Andata | Ritorno |
| ---------------- | --------------- | ----------------- | ------ | ------- |
| Primeiro de Maio | 2 - 2 (3-4 dcr) | Semassi           | 2 - 0  | 0 - 2   |
| NPA              | 2-4             | Nkana Red Devils  | 2 - 1  | 0 - 3   |
| Maghreb Fès      | 3 - 1           | Dragons           | 3 - 0  | 0 - 1   |
| Kampala City     | 1 - 2           | Dynamos           | 0 - 0  | 1 - 2   |
| Sanga Balende    | 0 - 4           | FC 105 Libreville | 0 - 2  | 0 - 2   |
| Zamalek          | 3 - 0           | Gor Mahia         | 1 - 0  | 2 - 0   |
| JE Tizi-Ouzou    | a tav.          | Sporting Bissau   | -      | -       |
| Shooting Stars   | 4 - 4 (5-4 dcr) | Tonnerre Yaoundé  | 4 - 0  | 0 - 4   |

### Quarti di finale
| Squadra 1        | Totale          | Squadra 2         | Andata | Ritorno |
| ---------------- | --------------- | ----------------- | ------ | ------- |
| Maghreb Fès      | 2 - 5           | Shooting Stars    | 1 - 1  | 1 - 4   |
| Dynamos          | 2 - 2 (2-3 dcr) | JE Tizi-Ouzou     | 2 - 0  | 0 - 2   |
| Semassi          | a tav.          | FC 105 Libreville | -      | -       |
| Nkana Red Devils | 2 - 6           | Zamalek           | 1 - 1  | 1 - 5   |

### Semifinali
| Squadra 1      | Totale | Squadra 2 | Andata | Ritorno |
| -------------- | ------ | --------- | ------ | ------- |
| Shooting Stars | 6 - 3  | Semassi   | 5 - 1  | 1 - 2   |
| JE Tizi-Ouzou  | 3 - 4  | Zamalek   | 3 - 1  | 0 - 3   |

### Finale

#### Andata
| Arbitro: | Diraba |

|                     |           |  |
| Abdelhamid 60’, 70’ | Marcatori |  |

#### Ritorno
| Lagos 8 dicembre 1984, ore 14:45 UTC+0             | Shooting Stars | 0 – 1            | Zamalek | Stadio Surulere (90 000 spett.) |
| \| \| \| \| \| \| Marcatori \| 72’ (aut.) Obeng \| |                |                  |         |                                 |
|                                                    |                |                  |         |                                 |
|                                                    | Marcatori      | 72’ (aut.) Obeng |         |                                 |